# Bibio rufitibialis
Bibio rufitibialis är en tvåvingeart som beskrevs av Hardy 1938. Bibio rufitibialis ingår i släktet Bibio och familjen hårmyggor.
Artens utbredningsområde är British Columbia. Inga underarter finns listade i Catalogue of Life.